# Allison Janney
Allison Janney (* 19. listopadu 1959 Boston, Massachusetts) je americká filmová, televizní a divadelní herečka.

## Životopis
Narodila se 19. listopadu 1959 v Bostonu ve státě Massachusetts. V roce 1984 získala stipendium na Royal Academy of Dramatic Art a poté absolvovala na Kenyon College. Proslavila se svou všestranností, se kterou dokáže věrohodně ztvárnit jak komické, tak i tragické role. Je sedminásobnou držitelkou televizní ceny Emmy. První čtyři z nich získala za roli v televizním seriálu Západní křídlo. V roce vyhrála cenu Emmy v kategorii nejlepší hostující herečka v televizním seriálu za ztvárnění Margaret Scully v seriálu Mystérium sexu. V letech 2014 a 2015 obdržela cenu v kategorii nejlepší herečka ve vedlejší roli za roli Bonnie Plunkett v sitcomu Máma.
Její divadelní debut na Broadwayi přišel v roce 1996 ve hře Present Laughter. O rok později získala divadelní cenu Drama Desk Awards za roli ve hře Pohled z mostu. V roce 2009 obdržela stejnou cenu, tentokrát za muzikál 9 to 5. Za obě role též získala nominace na cenu Tony.
Objevila se ve vedlejší roli ve velké řadě filmů, například ve snímcích Deset důvodů, proč tě nenávidím, Hodiny, Hairspray, Juno, Špión či Dívka ve vlaku. Mimo to se věnuje také dabingu, namluvila postavy například ve filmech Hledá se Nemo, Za plotem, Dobrodružství pana Peabodyho a Shermana či Hledá se Dory. V roce 2017 ztvárnila LaVonu Fay Golden ve filmu Já, Tonya. Za tuto roli získala mnoho ocenění, mimo jiné Zlatý glóbus, Cenu Sdružení filmových a televizních herců, Critics' Choice Awards, cenu BAFTA a Oscara za nejlepší ženský herecký výkon ve vedlejší roli.

## Filmografie

### Film
| Rok  | Název                                          | Role                            | Poznámky    |
| ---- | ---------------------------------------------- | ------------------------------- | ----------- |
| 1989 | Who Shot Patakango?                            | slečna Penny                    |             |
| 1994 | Děsná hlína                                    | Jennifer                        |             |
| 1994 | Cesta kovbojů                                  | operátorka NYPD                 |             |
| 1994 | Vlk                                            | host na večírku                 |             |
| 1994 | Zázrak v New Yorku                             | žena v obchodě                  |             |
| 1995 | Heading Home                                   | Mary Polanski                   |             |
| 1996 | Flux                                           | Heather                         |             |
| 1996 | Rescuing Desire                                | Betsy                           |             |
| 1996 | Řeči, řeči...                                  | Gum Puller                      |             |
| 1996 | Žranice                                        | Ann                             |             |
| 1996 | Smrtící telefon                                | nákupčí                         |             |
| 1996 | Spiklenci                                      | Sandy                           |             |
| 1997 | Anita Liberty                                  | gynekoložka                     | krátký film |
| 1997 | Soukromé neřesti                               | Dee Dee                         |             |
| 1997 | Ledová bouře                                   | Dot Halford                     |             |
| 1997 | Podezřelý                                      | Lilah Leech                     |             |
| 1998 | Barvy moci                                     | Miss Walsh                      |             |
| 1998 | Objekt mé touhy                                | Constance Miller                |             |
| 1998 | Podvodníci                                     | Maxine                          |             |
| 1998 | Šest dní, sedm nocí                            | Marjorie, Robinova šéfka        |             |
| 1998 | Celebrity                                      | Evelyn Isaacs                   |             |
| 1999 | Deset důvodů, proč tě nenávidím                | paní Perkyová                   |             |
| 1999 | Krása na zabití                                | Loretta                         |             |
| 1999 | Americká krása                                 | Barbara Fitts                   |             |
| 1999 | The Debtors                                    |                                 |             |
| 2000 | Leaving Drew                                   | Paula                           | krátký film |
| 2000 | Auto Motives                                   | Gretchen                        | krátký film |
| 2000 | Sestřička Betty                                | Lyla Branch                     |             |
| 2000 | Rooftop Kisses                                 | Melissa                         | krátký film |
| 2002 | Hodiny                                         | Sally Lester                    |             |
| 2003 | Hledá se Nemo                                  | Hvězda (dabing)                 |             |
| 2003 | Láskou praštěná                                | Lydia Martin                    |             |
| 2003 | Chicken Party                                  | Barbara Strasser                | krátký film |
| 2004 | Piccadilly Jim                                 | Eugenia Crocker                 |             |
| 2004 | Zimní slunovrat                                | Molly Ripkin                    |             |
| 2005 | Strangers with Candy                           | Alice                           |             |
| 2005 | Generace X                                     | Allie Stifle                    |             |
| 2005 | Jsi jen naše                                   | Joan Whitfield                  |             |
| 2006 | Za plotem                                      | Gladys (dabing)                 |             |
| 2007 | Hairspray                                      | Prudy Pingleton                 |             |
| 2007 | Juno                                           | Brenda „Bren“ MacGuff           |             |
| 2008 | Pěkně hnusný lidi                              | Suzanna                         |             |
| 2008 | Prop 8: The Musical                            | manželka vedoucího Prop 8       |             |
| 2009 | Všude dobře, proč být doma                     | Lily                            |             |
| 2009 | Život za časů války                            | Trish Maplewood                 |             |
| 2011 | Margaret                                       | zraněná žena/Monica Patterson   |             |
| 2011 | Tisíc slov                                     | Samantha Davis                  |             |
| 2011 | Černobílý svět                                 | Charlotte Phelan                |             |
| 2012 | Dcera nejlepšího kamaráda                      | Cathy Ostroff                   |             |
| 2012 | Zasažen bleskem                                | Sheryl Phillips                 |             |
| 2012 | Svobodná umění                                 | profesorka Judith Fairfield     |             |
| 2013 | Nezapomenutelné prázdniny                      | Betty Thompson                  |             |
| 2013 | Days and Nights                                | Elizabeth                       |             |
| 2013 | Sprosťárny                                     | Dr. Bernice Deagan              |             |
| 2013 | Citlivá na dotek                               | Meg                             |             |
| 2013 | Brightest Star                                 | astronomka                      |             |
| 2014 | Tammy                                          | Deb                             |             |
| 2014 | Dobrodružství pana Peabodyho a Shermana        | paní Grunionová (dabing)        |             |
| 2014 | Učitelem z nouze                               | Mary Weldon                     |             |
| 2014 | Get On Up – Příběh Jamese Browna               | Kathy                           |             |
| 2015 | The Duff                                       | Dottie Piper                    |             |
| 2015 | Špión                                          | Elaine Crocker                  |             |
| 2015 | Mimoni                                         | Madge Nelson (dabing)           |             |
| 2016 | Tallulah                                       | Margaret „Margo“ Mooney         |             |
| 2016 | Hledá se Dory                                  | Hvězda (dabing)                 | cameo       |
| 2016 | Sirotčinec slečny Peregrinové pro podivné děti | doktorka Nancy Golan/pan Barron |             |
| 2016 | Dívka ve vlaku                                 | vyšetřovatelka Rileyová         |             |
| 2017 | Událost velkolepých rozměrů                    | ředitelka Nicholsová            |             |
| 2017 | Sun Dogs                                       | Rose Chipley                    |             |
| 2017 | Já, Tonya                                      | LaVona Fay Golden               |             |
| 2019 | Máma                                           | doktorka Brooksová              |             |
| 2019 | Troupe Zero                                    | slečna Massey                   |             |
| 2019 | Addamsova rodina                               | Margaux Needler (hlas)          |             |
| 2019 | Špatné vychování                               | Pam Gluckin                     |             |
| 2019 | Šokující odhalení                              | Susan Estrich                   |             |
| 2021 | Poprask v Yuba County                          | Sue Bottoms                     |             |
| 2022 | Lidi, které nesnášíme na svatbě                | Donna                           |             |
| 2022 | Lou                                            | Lou Adell                       |             |
| 2023 | Stvořitel                                      | plukovník Howell                |             |

### Televize
| Rok       | Název                      | Role                                                                   | Poznámky                                                                    |
| --------- | -------------------------- | ---------------------------------------------------------------------- | --------------------------------------------------------------------------- |
| 1991      | Morton & Hayes             | Beatrice Caldicott-Hayes                                               | 2 díly                                                                      |
| 1992      | Zákon a pořádek            | Nora                                                                   | díl: „Star Struck“                                                          |
| 1993      | Slepý bod                  | Doreen                                                                 | televizní film                                                              |
| 1993–1995 | U nás ve Springfieldu      | Ginger                                                                 |                                                                             |
| 1994      | Zákon a pořádek            | Ann Madsen                                                             | díl: „Old Friends“                                                          |
| 1995      | The Wright Verdicts        | Alice Klein                                                            | díl: „Sins of the Father“                                                   |
| 1995      | New York Undercover        | Vivian                                                                 | díl: „Digital Underground“                                                  |
| 1996      | Aliens in the Family       | ředitelka Sherman                                                      | díl: „A Very Brody Tweeznax“                                                |
| 1996      | Cosby Show                 | zdravotní sestra                                                       | díl: „Happily Ever Hilton“                                                  |
| 1997      | Především nikomu neublížím | doktorka Melanie Abbasac                                               | televizní film                                                              |
| 1997      | Cesta do ráje              | asistentka                                                             | televizní film                                                              |
| 1998      | David a Lisa               | Alix                                                                   | televizní film                                                              |
| 1999      | LateLine                   | Helen Marschant                                                        | díl: „The Minister of Television“                                           |
| 1999–2006 | Západní křídlo             | C. J. Cregg                                                            | 145 dílů                                                                    |
| 2000      | Mezi námi děvčaty          | Kathy McCormack                                                        | televizní film                                                              |
| 2001–2002 | Frasier                    | Phyllis (dabing) / Susanna                                             | 2 díly                                                                      |
| 2003      | Tatík Hill a spol.         | Laura                                                                  | díl: „Full Metal Dust Jacket“                                               |
| 2005      | Tráva                      | paní Greenstein                                                        | díl: „Lude Awakening“                                                       |
| 2007      | Dva a půl chlapa           | Beverly                                                                | díl: „My Damn Stalker“                                                      |
| 2007      | Studio 60                  | ona sama                                                               | díl: „The Disaster Show“                                                    |
| 2008–2013 | Phineas a Ferb             | Charlene Doofenshmirtz (dabing)                                        | 9 dílů                                                                      |
| 2010      | Ztraceni                   | Matka                                                                  | díl: „Across the Sea“                                                       |
| 2010      | Ochrana svědků             | Allison Pearson                                                        | 2 díly                                                                      |
| 2010–2015 | Griffinovi                 | milenka Vita/Crystal Quagmire/redaktorka časopisu Teen People (dabing) | 3 díly                                                                      |
| 2011      | Glenn Martin DDS           | Marcia                                                                 | díl: „GlennHog Day“                                                         |
| 2011      | Mr. Sunshine               | Crystal Cohen                                                          | 13 dílů                                                                     |
| 2012      | Ve znamení raka            | Rita Strauss                                                           | díl: „Life Rights“                                                          |
| 2012      | Robot Chicken              | Grammi Gummi/žena (dabing)                                             | díl: „In Bed Surrounded by Loved Ones“                                      |
| 2013      | Viceprezident(ka)          | Janet Ryland                                                           | díl: „First Response“                                                       |
| 2013–2015 | Mystérium sexu             | Margaret Scully                                                        | 9 dílů                                                                      |
| 2013–2021 | Máma                       | Bonnie Plunkett                                                        | hlavní role                                                                 |
| 2014      | Terapie online             | Judith Frick                                                           | 2 díly                                                                      |
| 2016      | Simpsonovi                 | Julia (dabing)                                                         | díl: „Friends and Family“                                                   |
| 2016      | Comedy Bang! Bang!         | ona sama                                                               | díl: „Allison Janney Wears a Chambray Western Shirt and Suede Fringe Boots“ |
| 2017      | F Is for Family            | Henrietta Van Horne (dabing)                                           | 3 díly                                                                      |
| 2017      | Nobodies                   | ona sama                                                               | 2 díly                                                                      |
| 2017      | Americký táta              | Jessie (dabing)                                                        | díl: „Family Plan“                                                          |
| 2018–20   | Kačeří příběhy             | Goldie O'Gilt (dabing)                                                 | díl: „The Golden Lagoon of White Agony Plains!“                             |
| 2024      | Palm Royale                | Evelyn Rollins                                                         | hlavní role                                                                 |

### Videoklipy
| Rok  | Název               | Role  | Poznámky                                                    |
| ---- | ------------------- | ----- | ----------------------------------------------------------- |
| 2016 | Let Me Be Your Girl | klaun | klip zpěvačky Rachael Yamagata, který režíroval Josh Radnor |